# Clusia amabilis
Clusia amabilis är en tvåhjärtbladig växtart som beskrevs av Bassett Maguire. Clusia amabilis ingår i släktet Clusia och familjen Clusiaceae. Inga underarter finns listade i Catalogue of Life.